# Phyllopodopsyllus pirgos
Phyllopodopsyllus pirgos is een eenoogkreeftjessoort uit de familie van de Tetragonicepsidae. De wetenschappelijke naam van de soort is voor het eerst geldig gepubliceerd in 1969 door Apostolov.